# Florise
Ne doit pas être confondu avec Floris.
Florise est un prénom originaire de l'île de La Réunion[réf. nécessaire]. Il est aussi un prénom venant du Québec[réf. nécessaire].
Il vient du latin "Flora", nom de déesse et de femme, qui signifie « fleur ».
Sa fête correspondante est le 5 octobre avec sainte Fleur († 1347), religieuse hospitalière dans le Quercy au XIVe siècle, ou le 24 novembre avec sainte Flora, martyre à Cordoue au IXe siècle.
- Pour l'ensemble des articles sur les personnes portant ce prénom, consulter :
  - la liste des articles dont le titre commence par ce prénom
  - les listes produites par Wikidata : Liste des personnes de prénom « Florise » — même liste en incluant les éventuels prénoms composés qui contiennent « Florise ».